# إسحاق دياز باردو
إسحاق دياز باردو (بالإسبانية: Isaac Díaz Pardo)‏ هو شخصية أعمال ومصمم ورسام إسباني، ولد في 22 أغسطس 1920 في سانتياغو دي كومبوستيلا في إسبانيا، وتوفي في 5 يناير 2012 في لا كورونيا في إسبانيا.